# Деревенская история
 «Деревенская история»  — советский художественный полнометражный цветной фильм режиссёра Виталия Каневского, киноповесть на сельскохозяйственную тематику, снят в 1981 году на киностудии «Ленфильм».

## Сюжет
Молодой тракторист Гриша Горелов вернулся из города в родную деревню. Здесь он нашёл друзей и любимую женщину. Однако разгорелся нешуточный конфликт с председателем колхоза Захаром Акимычем, готовым отдать на сторону большой участок пахотной земли…

## В ролях
- Сергей Проханов —  Григорий Горелов, механизатор
- Елена Соловей —  Дарья Селиванова, паромщица
- Виктор Павлов —  Захар Шубин, председатель колхоза
- Александр Анисимов —  Фёдор, механизатор
- Олег Штефанко —  Женька, механизатор
- Ефим Каменецкий —  Тараскин, механизатор
- Игорь Комаров —  Пименов, начальник карьера
- Алексей Миронов —  Глухов, паромщик
- Виктор Шульгин —  Сидор Петрович, механизатор
- Федор Одиноков —  Герасим, механизатор
- Юрий Дубровин —  Пшёнов, агроном
- Татьяна Говорова —  Квасова, доярка
- Иван Агафонов —  эпизод
- Лилия Гурова —  эпизод
- Леонид Дьячков —  эпизод
- Иван Краско —  следователь
- Наталья Каресли —  эпизод
- Ольга Плугатырева —  эпизод
- Станислав Станкевич —  эпизод — Шубин, сын председателя
- Юрий Сидоров —  эпизод
- Николай Точилин —  эпизод
- Иван Плотников —  эпизод

## Съёмочная группа
- Сценарист: Виктор Потейкин
- Режиссёр: Виталий Каневский
- Оператор: Николай Покопцев
- Художник: Всеволод Улитко
- Композитор: Валерий Гаврилин
- Звукооператор: Наталия Аванесова

## Технические данные
- Цветной
- Звуковой (4-канальный стереозвук)
- Широкоэкранный